# De origine et situ Germanorum

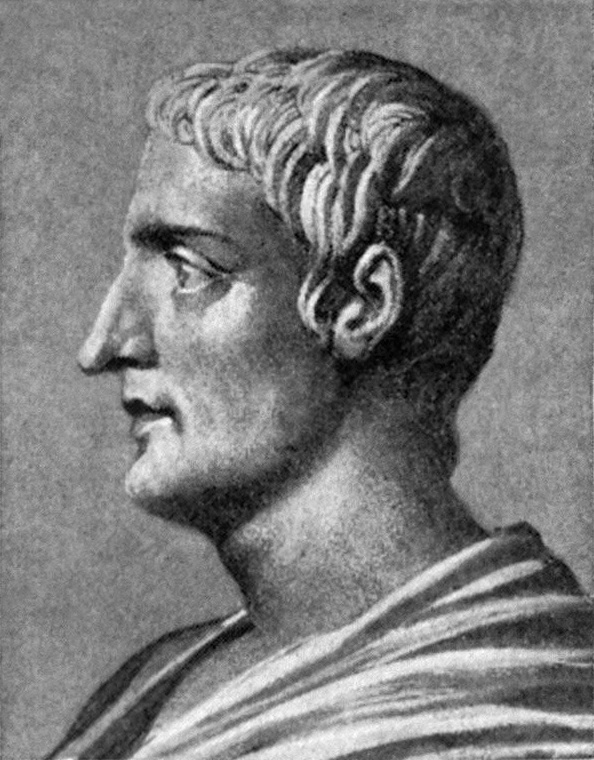
Publius Cornelius Tacitus

De origine et situ Germanorum (Over de oorsprong en de ligging van de Germanen, meestal afgekort tot Germania) werd omstreeks 98 geschreven door de Romein Publius Cornelius Tacitus en is een etnografische studie over de diversiteit van de Germaanse stammen die buiten het Romeinse Rijk leefden.

## De Germania en de politiek

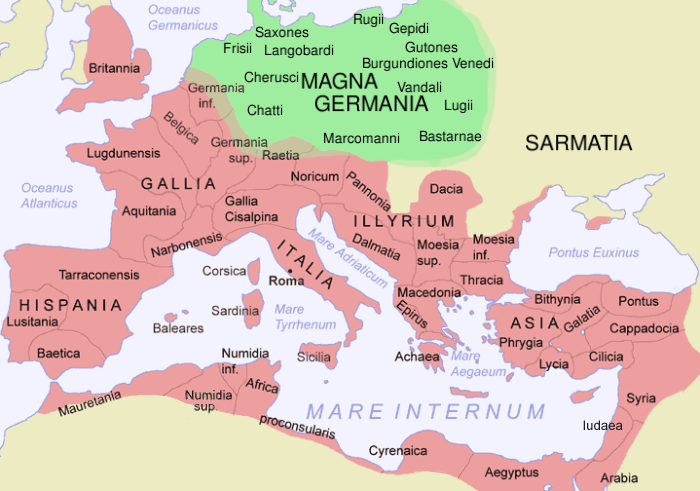
Het Romeinse Rijk en Germania Magna in de 1e eeuw na Chr.

Bij het schrijven van de Germania werd Tacitus waarschijnlijk beïnvloed door drie gebeurtenissen. De nederlaag die de Romeinen leden in de Slag bij het Teutoburgerwoud in het jaar 9 tegen de Germaanse stam de Cherusken onder leiding van Arminius werd nog steeds gevoeld. Ten tweede was Rome in de jaren 69-70 geconfronteerd met een serieuze opstand door de Bataven. Ten slotte had Tacitus zijn eigen opvattingen over de oorlog die Domitianus tegen de Germaanse stam de Chatti had gevoerd (83 – 85). Tacitus vond dat deze strijd onterecht als overwinning voor de Romeinen werd voorgesteld en verweet Domitianus dat hij de grens tussen het Romeinse Rijk en Germania veel dieper in het huidige Duitsland had kunnen leggen. Zijn ergernis laat hij met typisch taciteïsch sarcasme blijken;
| Sescentesimum et quadragesimum annum urbs nostra agebat, cum primum Cimbrorum audita sunt arma Caecilio Metello et Papirio Carbone consilibus. ex quo si ad alterum imperatoris Traiani consulatum computemus, ducenti ferme et decem anni colliguntur: tam diu Germania vincitur. | Onze stad bestond 640 jaar toen men onder het consulaat van Caecilius Metellus en Papirius Carbo voor het eerst van de krijgsverrichtingen van de Kimbren hoorde. Als we vanaf die tijd tot aan het tweede consulaat van Traianus rekenen, dan zijn dat 210 jaren; zo lang zijn we al bezig de Germanen te verslaan. |

en even verder;
| ... proximis temporibus triumphati magis quam victi sunt | ... in de meest recente periode hebben we vooral triomftochten gevierd in plaats van overwinningen. (Germania, 37). |

Volgens Tacitus waren de Germanen de grootste vijand van de Romeinen. Het beeld dat hij in de Germania van hen schetste is dan ook politiek gekleurd. Daarom stelde Tacitus de Germanen ten onrechte voor als een geografische, etnische en culturele eenheid, die het Romeinse Rijk nog steeds kon bedreigen (waar hij gelijk in had). Hij hield daarbij de Germaanse stammen ten voorbeeld aan de Romeinen die hun deugden als strijdbaarheid, deugdzaamheid en sociale structuur hadden verloren. De taaiheid die Rome in zijn strijd tegen Carthago had getoond stelde Tacitus nu bij de Germanen vast. Aan de andere kant waren Germanen al een eeuw lang uitstekende soldaten in de Romeinse legers.
In de Germania toonde Tacitus zich dan ook niet zozeer wetenschapper als wel politicus. Hij gaf, avant la lettre, het typische beeld van “de nobele wilde” dat ten voorbeeld gesteld wordt aan het zogenaamd beschaafde volk, in dit geval de Romeinen. Overigens hoeft dit niet als sympathie voor de Germanen te worden opgevat: Tacitus wilde zijn volk ook wijzen op de gevaren die de Germanen voor het Romeinse Rijk vormden, maar aan de andere kant zijn lovende woorden van Tacitus over Germanen (bijvoorbeeld over Arminius) niet uitsluitend in dit werk te vinden.

## De Germania in later tijden
De Germania is slechts uit een manuscript overgeleverd dat in het klooster van Hersfeld werd gevonden en in 1455 naar Italië werd overgebracht. Het was Enea Silvio Piccolomini, de latere Paus Pius II die het boek als eerste onderzocht en de interesse van Duitse humanisten wekte, zoals Conrad Celtes, Johannes Aventinus en Ulrich von Hutten en de invloed was merkbaar. Onder andere vond de benaming Germanii ingang, een term die tot dan nauwelijks werd gebruikt. Sindsdien maakt het werk deel uit van het Duitse nationale bewustzijn en vormde een belangrijke inspiratiebron voor het Duitse nationalisme en het pangermanisme. Om die reden noemde Arnaldo Momigliano het werk in 1956 "een van de gevaarlijkste boeken ooit geschreven".

## Opbouw
De Germania, al is het een tamelijk beknopt werk, kent twee delen: in het eerste worden zeden en gebruiken van de Germanen opgesomd, in het tweede deel wordt ingegaan op individuele volken en de onderlinge verschillen.
1. Algemeen deel: land en volk van de Germanen (1 – 27)
  1. Beschrijving van het land en oorsprong van de Germanen (1 – 5)
    1. Vroegste geschiedenis (2 – 4)

  2. Gewoontes en instellingen (6 – 27)
    1. Het leven in de stamgemeenschap (6 – 15)
      1. Oorlogsvoering (6 – 8)
      2. Godsdienst (9 – 10)
      3. Stammenvergaderingen (11 – 13.1)
      4. Hiërarchie (13.2 - 15)

    2. Het leven in privé- en nederzettingsverband (16 – 27)
      1. Huis en familie (16 – 21)
      2. Bezigheden
        1. Vrije tijd (22 – 24)
        2. Structuur van de maatschappij (25 – 26)

      3. Begrafenisrituelen (27.1)

  3. Overgang (27.2)
2. Specifiek gedeelte: de verschillende Germaanse stammen (28 – 46)
  1. Stammen in het westelijke en zuidelijke grensgebied (28 – 29)
  2. Niet-suebische stammen (30 – 37)
    1. Stammen tussen Rijn en Weser (30 – 34)
    2. Stammen tussen Weser en Elbe en aan de Noordzee (35 - 37)

  3. Suebische stammen (38 – 45)
    1. Karakteristiek (38)
      1. Stammen in het binnenland en in het noorden tussen Elbe en Oder (39 - 40)
      2. Stammen in het zuiden en zuidoosten aan de Donau (41 – 43.1)
      3. Stammen in het oosten tussen de Oder en de Weichsel (43.2 – 4)
      4. Stammen in het noordoosten aan de kust (44 – 45)

  4. Niet-Germaanse volken aan de oost- en noordgrens (46)

## Nederlandse vertalingen
- Germanien Van G. Cornelius Tacitus, vert. J. van Groenewegen, Delft, Adriaen Gerritsen, 1628
- C. Cornelius Tacitus, Jaarboeken en Historien, ook zyn Germanië, en 't Leeven van J. Agricola, vert. Pieter Corneliszoon Hooft, Amsterdam, Boom, 1684 (herdrukt tot 1943)
- "C. Cornelius Tacitus, over de Ligginge, Zeden en Volkeren van Germanie", in: Historische en Letterkundige Avondstonden, vert. Henrik van Wijn, Amsterdam, Johannes Allart, 1800, p. 45-100
- Caj. Corn. Taciti Germania, vert. J.M. Schrant, Leiden, A.W. Sythoff, 1855
- Tacitus, Germania, vert. B.H. Steringa Kuyper, Amsterdam, Van Looy, 1902 (herdrukt 1938)
- Tacitus, Germania, vertaling met inleiding en nota's door Marc Moonen, Antwerpen, DNB, 1945 (herdrukt 1962)
- Publius Cornelius Tacitus, Opera Minora. Dialoog over de Welsprekendheid. Het Leven van Iulius Agricola. Germania, vertaling, inleiding en aantekeningen door J.W. Meijer, Haarlem, Tjeenk Willink, 1961 (herdrukt 1992, ISBN 9789026310751)
- Tacitus, Leven van Agricola. De Germanen, vertaald en toegelicht door Vincent Hunink, 2000. ISBN 9789025353230
- Tacitus, In moerassen en donkere wouden. De Romeinen in Germanië (selectie), vert. Vincent Hunink, 2015.